# José Bonet Solves
José Bonet Solves (València, 18 de juny de 1955) és un matemàtic valencià especialista en anàlisi funcional i les seves aplicacions a l'anàlisi complexa i les equacions en derivades parcials.

## Biografia acadèmica
José Bonet es va llicenciar en Ciències Matemàtiques en la Universitat de València el 1977. El 1980 va presentar la seva tesi doctoral en aquesta Universitat sota la direcció del professor Manuel Valdivia Ureña. Va ser ajudant a la Universitat de València de 1977 a 1983; entre 1983 i 1987 va ser Professor Adjunt (després Titular), en la Universitat Politècnica de València. Des de 1987 fins a l'actualitat és Catedràtic d'Universitat del Departament de Matemàtica Aplicada de la Universitat Politècnica de València. També va ser Professor Visitant a la Universitat de Paderborn (Alemanya) el 1989 i en 2002. Va ser becari de la Fundació Alexander Von Humboldt en Düsseldorf (1994), Paderborn (1995, 2008) i Eichstätt (2008,2013,2017).
Ha sigut director de l'Institut Universitari de Matemàtica Pura i Aplicada. de la Universitat Politècnica de València des de 2004 fins a novembre de 2016.
José Bonet ha estat Investigador Principal de diversos projectes de recerca del Ministeri d'Educació des de 1988, accions integrades hispano-alemanyes i hispano-italianes i del Projecte d'Excel·lència Prometeu de la Generalitat Valenciana (2008-2012), (2013-2016) i (2017-2021). També ha organitzat diversos congressos internacionals d'anàlisi funcional.
Ha dirigit quinze tesis doctorals.

## Publicacions
- Coautor del llibre Barrelled Locally Convex Spaces publicat per North-Holland el 1987.
- Coeditor dels llibres Progress in Functional Analysis i Recent Progress in Functional Analysis, publicats per North-Holland el 1992 i 2002 respectivament.
- Coeditor del llibre Topics in Complex Analysis and Operator Theory a Societat Americana de Matemàtiques 2012.
- Autor de més de 200 articles d'investigació publicats en revistes internacionals de matemàtiques des de 1980, com Advances in Mathematics, Journal of Functional Analysis, Transactions of the American Mathematical Society, Journal of the London Mathematical Society, Mathematische Zeitschrift, Studia Mathematica, etc. La majoria d'aquests articles són en col·laboració amb investigadors d'Alemanya, Estats Units, Itàlia, Finlàndia, Polònia, etc. Les publicacions han rebut nombroses cites.
- Editor de les revistes RACSAM, Journal of Mathematical Analysis and Applications, Mediterranean Journal of Mathematics, Banach Journal of Mathematical Analysis i Functiones et Approximatio Commentarii Mathematici.

## Honors
- Membre corresponent de la Société Royale des Sciences de Liège,[4] Bèlgica des de 1992.
- Membre corresponent de la Reial Acadèmia de Ciències Exactes, Físiques i Naturals de Madrid des de 1994.
- Membre numerari de la Reial Acadèmia de Ciències Exactes, Físiques i Naturals de Madrid, electe des de 2005, i presa de possessió de la medalla número 4 el 23 d'abril de 2008.[5]
- Medalla de la Reial Societat Matemàtica Espanyola en 2016.[6]
- President de la Secció de Ciències Exactes de la Reial Acadèmia de Ciències Exactes, Físiques i Naturals des de 2018 fins a 2024.[7]
- Secretari General de la Reial Acadèmia de Ciències Exactes, Físiques i Naturals des de 2024.[8]

## Premis
- Primer Premi Nacional de Terminació d'Estudis en Matemàtiques del Ministeri d'Educació i Ciència el 1977.
- Premi Extraordinari de Llicenciatura en Matemàtiques de la Universitat de València el 1978.
- Premi Extraordinari de Doctorat en Matemàtiques de la Universitat de València el 1980.